# Palazzo dell’Intendenza di Finanza (Catanzaro)
Der Palazzo dell’Intendenza di Finanza ist ein Palast aus dem Jahre 1910 in Catanzaro in der italienischen Region Kalabrien. Das Gebäude liegt an der Piazza Camillo Benso Conte di Cavour, 2. Dort sind heute die Büros der Questura untergebracht.

## Geschichte
Der Palast wurde an der Stelle errichtet, an der bis zu den ersten Jahren des 20. Jahrhunderts die Kirche Santa Caterina und das Kloster der Padri Liguorini stand. Diese wurden am 17. Februar 1861 aus ihrem Kloster per Dekret verjagt, das die Auflösung aller Klöster und Konvente verfügte.
Im Zuge der Arbeiten zur Umgruppierung der Verwaltungen in der Stadt wurde 1910 der Palazzo dell’Intendenza di Finanza (dt.: Finanzamt) errichtet.

## Beschreibung
Das Gebäude hat vier Flügel und einen großen Innenhof mit Marmortreppen. Die Fassaden sind im Stile der Florentiner Renaissance des 15. Jahrhunderts gehalten und zeigen im Übrigen Elemente, die an die bekannten Paläste Strozzi, Gondi und Guadagni in der toskanischen Hauptstadt erinnern.